# Eremophlepsius
Eremophlepsius är ett släkte av insekter. Eremophlepsius ingår i familjen dvärgstritar.
Kladogram enligt Catalogue of Life:
| Eremophlepsius | \| \| Eremophlepsius parvulus \| \| \| \| \| \| Eremophlepsius rohdendorfi \| \| \| \| \| \| Eremophlepsius sexnotatus \| \| \| \| |
|                | \| \| Eremophlepsius parvulus \| \| \| \| \| \| Eremophlepsius rohdendorfi \| \| \| \| \| \| Eremophlepsius sexnotatus \| \| \| \| |
|                | Eremophlepsius parvulus |
|                | |
|                | Eremophlepsius rohdendorfi |
|                | |
|                | Eremophlepsius sexnotatus |
|                | |